# This Business of Art
Albums de Tegan and Sara
Under Feet Like Ours
(1999) If It Was You
(2002)
This Business of Art est le second album du duo rock Canadien Tegan and Sara, sorti en 2000 par Vapor Records, bien qu'elles eussent sorti Under Feet Like Ours indépendamment l'année précédente. Six des chansons étaient déjà sur l'album précédent : "Proud", "Hype", "Freedom", "More For Me", "Come On" et "Superstar". "Frozen" a été inclus plus tard, en 2001, à la nouvelle sortie de leur premier album. Cet album a été conçu dans les studios d'Hawksleytown, et mixé puis remastérisé à Toronto. 

"My Number" a été dans la bande son de Sweet November. 

## Liste des chansons
| No  | Titre        | Durée |
| --- | ------------ | ----- |
| 1.  | The First    | 3:13  |
| 2.  | Proud        | 2:50  |
| 3.  | Frozen       | 2:44  |
| 4.  | Hype         | 3:29  |
| 5.  | My Number    | 4:11  |
| 6.  | All You Got  | 3:00  |
| 7.  | Freedom      | 2:42  |
| 8.  | Not with You | 3:33  |
| 9.  | More for Me  | 3:00  |
| 10. | Come On      | 3:06  |
| 11. | Superstar    | 3:42  |